# Rudy Giuliani
Rudolph William Louis Giuliani III ( 28. svibnja 1944.), američki političar, bivši gradonačelnik New Yorka i poslovni čovjek.

## Životopis
Rudy Giuliani rođen je u Brooklynu u imigrantskoj talijanskoj radničkoj obitelji. Rudyjev otac Harold imao je određenih veza s organiziranim kriminalom i mafijom pa je zbog kaznenog djela napada i razbojništva osuđen na kaznu zatvora koju je odslužio u čuvenom zatvoru Sing Sing. Sa sedam godina Rudy se s obitelji seli u Long Island. Tamo završava katoličku osnovnu i srednju školu, te upisuje New York University School of Law na Manhattanu na kojem sveučilištu završava pravo te postaje doctor iuris 1968. godine. 
Nakon diplome Giuliani počinje profesionalnu karijeru na sudu da bi 1970. prešao na rad u državno odvjetništvo gdje počinje njegova vrlo uspješna karijera borca protiv korupcije. Tijekom vladavine administracije predsjednika Ronalda Reagana počinje Giulianijev streloviti uspon u državnom odvjetništvu pri čemu se ističe u nekoliko vrlo poznatih slučajeva progona i uhićenja čelnika mafijaških obitelji u SAD-u. Nakon odlaska s vlasti Reaganove administracije Giuliani karijeru nastavlja u privatnom odvjetništvu.

## Politička karijera
Svoju političku karijeru Giuliani počinje 1989. godine natjecavši se, kao predstavnik Republikanske stranke na izborima za gradonačelnika New Yorka ali doživljava poraz od kandidata Demokratske stranke. 1993. godine u svome drugom pokušaju Giuliani uspijeva pobijediti na izborima za gradonačelnika New Yorka, a što mu uspijeva i 1997. godine kada je ponovno izabran. U svojem pokušaju izbora za senatora 2000. godine nije uspio. 
Svoju najveću političku slavu doživio je za vrijeme i nakon terorističkih napada na New York 11. rujna 2001. godine nesebično se angažirajući radi otklanjanja posljedica napada. Tada je dobio nadimak gradonačelnik Amerike i proglašen je ličnošću godine 2001. od strane magazina Time. U veljači 2007. objavio je svoju kandidaturu za predsjedničke izbore 2008. godine te su mu istraživanja mnijenja davala najviše izgleda od svih kandidata Republikanske stranke. No, nakon poraza na predizborima na Floridi u siječnju 2008. povukao kandidaturu.
Kao političar istakao se svojim praktičnim sposobnostima unapređujući gradski život New Yorka i smanjujući stopu kriminaliteta u njemu, dok mu kritičari spočitavaju autoritarnost. Rudy Giuliani tri puta se ženio te ima dvoje djece iz drugog braka. Trenutno je vrlo uspješan poslovni čovjek.